# Ernest Walton
Ernest Thomas Sinton Walton (Dungarvan, 6 oktober 1903 – Belfast, 25 juni 1995) was een Ierse natuurkundige en Nobelprijswinnaar. Samen met John Cockcroft won hij de prijs voor zijn experimentele werk betreffende kernsplijting aan de Universiteit van Cambridge in de vroege jaren 1930. Walton is de enige Ier die een Nobelprijs in een exacte wetenschap heeft ontvangen.

## Biografie
Walton werd geboren in Dungarvan, aan de zuidkust van Ierland, als zoon van de Methodistische predikant John Arthur Walton en Mary Anne Elizabeth Sinton. Vanwege het werk van zijn vader verhuisde het gezin om de twee jaar van gemeente zodat Ernest in zijn jeugd verschillende basisscholen bezocht.
In 1915 werd hij als kostganger naar het Methodist College in Belfast gezonden, waar hij excelleerde in wiskunde en de wetenschap. In 1922 trad hij met een studiebeurs toe tot de universiteit van Dublin. Hier behaalde hij zowel zijn bachelor (B.S.) als zijn mastergraad (M.S.) in respectievelijk 1926 en 1927. Daarnaast won hij talrijke prijzen voor uitmuntendheid in de natuur- en wiskunde.
Aansluitend kwam hij terecht op het Trinity College in Cambridge, waar hij als onderzoeksassistent onder de hoede kwam van Lord Rutherford, voorzitter van het Cavendish Laboratorium van de universiteit van Cambridge. Hij promoveerde in 1931 en bleef tot 1934 in Cambridge aan als universitair onderzoeker.

## Carrière
Waltons eerste onderzoek betrof theoretische en experimentele studies naar hydrodynamica. Bij het Cavendish werkte hij aan indirecte methoden om deeltjes lineair te versnellen in wat later de betatron genoemd zou worden. Gedurende de beginjaren dertig bouwden Walton en John Cockroft een apparaat om de nucleus van lithiumatomen te bombarderen met snelle protonen. Het splijten (transmutatie) van deze lithiumkernen resulteerde in heliumkernen. Hiermee werd experimenteel de theorie van de atoomstructuur bevestigd, zoals die eerder was voorgesteld door Rutherford, George Gamow en anderen.
Walton keerde in 1934 terug naar Ierland en werd er Fellow van Trinity College in Dublin op de faculteit natuurkunde. In 1946 werd hij benoemd tot hoogleraar met de titel Erasmus Smith's Professor of Natural and Experimental Philosophy. In 1960 werd hij verkozen tot Senior Fellow of Trinity College. Na zijn pensionering (1974) bleef hij verbonden aan de universiteit van Dublin tot aan zijn overlijden in 1995. Walton was gehuwd met Freda Wilson, de dochter van een Methodist predikant uit Belfast die net als hij had gestudeerd aan de Methodist College. Uit het huwelijk werden twee zonen, Alan en Philip, en twee dochters, Marian en Jean, geboren.
Naast de Nobelprijs werd Walton ook onderscheiden met de Hughes Medal van de Royal Society van Londen (1938, samen met Cockcroft) en in 1959 ontving hij een eredoctoraat van de Queen's Universiteit Belfast. 